# Astronomische Vereinigung Kärntens
L'Associazione Astronomica di Carinzia (AAC - tedesco: Astronomische Vereinigung Kärntens, AVK) è la seconda grande associazione astronomica d'Austria. L'AAC possiede due osservatori e un  planetario. Un osservatorio si trova vicino a Klagenfurt, sul Kreuzbergl, l'altro è sulla Gerlitze, vicino a Villaco (Villach). Il planetario è nei dintorni di Klagenfurt nell'area di Minimundus.

## Storia
Nel 1961 il professore di matematica Helmut Lenhof da Klagenfurt organizzò un'escursione per vedere un'eclisse solare sugli Appennini. Alcuni dei partecipanti diverranno il cuore dell'associazione.
Ancora nello stesso anno, il 17 giugno, venne fondata l'"associazione dei astrofili" (tedesco: "Vereinigung der Sternfreunde"). Uno degli scopi fu di costruire un osservatorio aperto al pubblico.
La città di Klagenfurt mise a disposizione la vecchia torre panoramica, che fu costruito 1895, per trasformarla in un osservatorio. Successivamente venne alla luce che anche un altro gruppo di astrofili del liceo di Klagenfurt aveva avuto l'idea di costruire un osservatorio. Questi due gruppi si unirono.
Per la costruzione e per procurare i mezzi finanziari fu fondata l'"associazione per la costruzione di un osservatorio pubblico sul Kreuzbergl" (tedesco: "Verein zu Errichtung einer Volkssternwarte am Kreuzbergl"). Dopo l'inaugurazione dell'osservatorio nel settembre 1965 quell'associazione venne sciolta e l'osservatorio divenne di proprietà dell'"associazione degli amici delle stelle".
L'università di Graz prestò all'AAC un telescopio rifrattore con un'apertura di 134 mm e una distanza focale di 2000 mm. Questo telescopio venne sostituito 1974 con un rifrattore di Coudè della ditta Wachter.
Otto anni dopo l'inaugurazione dell'osservatorio Kreuzbergl, l'AAC ebbe la possibilità di osservare sulla Gerlitze. Nel 1997 l'osservatorio di  Gerlitze venne modernizzato con un telescopio di 62 cm Ritchey-Chrétien telescopio. Il telescopio era diretto da un computer. Si ha anche la possibilità di fare l'astrofotografia con un CCD.

## Il planetario
Dopo la costruzione dell'osservatorio Kreuzbergl l'AAC ha voluto costruire direttamente sul Kreuzbergl un planetario. Però la città di Klagenfurt ha messo a disposizione un fondo vicino alla città. Su quel terreno veniva costruito il planetario, inaugurato nel 1977. Il progetto costava circa 900.000 €, dei quali una parte venne pagata da alcuni sponsor.
Oggi il planetario collabora con il Minimundus GmbH e offre circa 2.000 rappresentazioni l'anno alle quali assistono circa 40.000 spettatori.